# Бубука
Бубу́ка (МФА [buːˈbuːkə]) — облачный интернет-сервис и система легального использования охраняемого авторским правом контента на территории предприятий.
Сервис входит в число наиболее значимых стартапов России по версии Russian Startup Rating

## История
Проект был основан в 2007 году томским бизнесменом Дмитрием Пангаевым. Первоначально он был ориентирован на продажу возможности размещения видео-контента в торговых сетях.
В 2011 году компания имела выручку в объеме 2—3 млн руб. в год.
В конце 2012 года был запущен облачный сервис «Бубука». Права на использование контента сервис получил, минуя Российское авторское общество - через заключение прямых договоров с несколькими независимыми музыкальными лейблами и правообладателями.
В 2013 году сервис "Бубука" вошел в список важнейших инновационных проектов Томской области. Компания получила от томской администрации 400 тыс руб субсидии. В этом же году "Бубука" становится номинантом на премию "Стартап года" НИУ ВШЭ и победителем конкурса Web Ready, организованного Министерством связи и массовых коммуникаций РФ.
В августе 2014 года сервис начал распространять легальный видео-контент.
По данным журнала "Эксперт" от октября 2014 года, сервисом пользуется около 700 российских предприятий.

## Принцип работы
Сервис включает в себя систему удаленного управления медиа-плеерами, предназначенную для создания сетки вещания на территории предприятия. В медиа-устройства на территории предприятия устанавливается программный плеер, после чего автоматически скачиваются в зашифрованном виде все выбранные пользователем аудиотреки для трансляции.
Правообладатели в интерактивном режиме получают информацию об использовании их интеллектуальной собственности, а также расчеты по стоимости причитающихся им отчислений.

## Юридический статус
В соответствии с Гражданским кодексом РФ любое публичное исполнение музыки в коммерческих целях требует перечисления вознаграждения авторам произведений. Две главные организации, осуществляющие коллективное управление авторскими и смежными правами (соответственно) — это Российское авторское общество (РАО) и Всероссийская организация интеллектуальной собственности (ВОИС). Эти организации собирают оплату за воспроизведение музыки в ресторанах, кафе и др., получая до 40% сумм в качестве комиссии. Однако предприятия имеют право заключать договора с правообладателями напрямую, минуя РАО и ВОИС, на чём и основана деятельность таких сервисов как "Бубука".
По информации издания "Бизнес-журнал", в связи с заявлениями РАО было проведено несколько юридических проверок сервиса "Бубука", однако они не выявили нарушений закона.

## Финансы
По данным от 2014 года, в компанию было инвестировано около 10 млн руб, том числе 1,4 млн руб. от федеральных и областных структур поддержки бизнеса.
В 2011 году выручка компании составляла 2-3 млн руб. в год, в 2013-2014 годах - около 5,4 млн руб. Чистая прибыль компании - 8 млн в год. Около 20% продаж сервиса приходится на онлайн-канал.
Все ссылки